# Simcha Bunim de Peshischa
Simcha Bunim de Peshischa (1765 ou 1767, Będzin, Pologne- 4 septembre 1827, Przysucha, Pologne) est un des plus importants leaders du mouvement hassidique en Pologne.

## Biographie
Simcha Bunim est né en 1765 ou 1767 à Będzin, en Pologne.
Il étudie dans les Yeshivot de Mattersdorf, dans le Burgenland, près de Vienne, en Autriche et de Mikulov (Nikolsburg), aujourd'hui en République tchèque.
Il est introduit dans le hassidisme par son beau-père. Il devient un disciple du Maggid de Kozhnitz (Kozienice), en Pologne, le rabbin Yisrael Hopsztajn.